# اچ‌ام‌اس راتلر (۱۸۴۳)
اچ‌ام‌اس راتلر (۱۸۴۳) (به انگلیسی: HMS Rattler (1843)) یک کشتی بود که طول آن ۱۸۵ فوت (۵۶٫۴ متر) بود. این کشتی در سال ۱۸۴۳ ساخته شد.